# Heinz-Joachim Barchmann

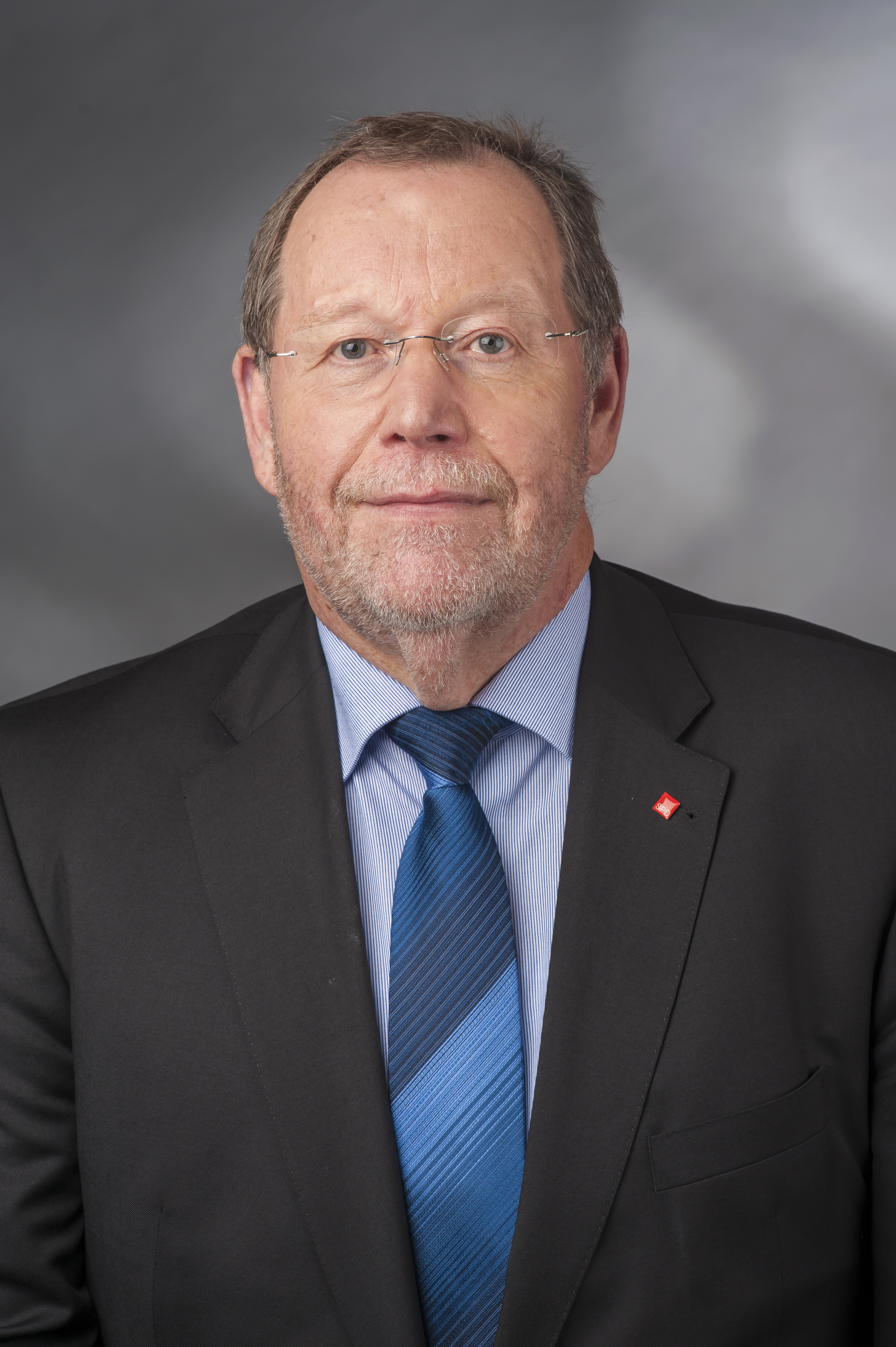
Heinz-Joachim Barchmann (2014)

Heinz-Joachim Barchmann (* 17. November 1950 in Wunstorf-Idensen; † 30. August 2021; auch Achim Barchmann) war ein deutscher Politiker (SPD) und Gewerkschafter. Heinz-Joachim Barchmann war von 2009 bis 2017 Mitglied des Deutschen Bundestages.

## Berufliche Karriere
Nach dem Abschluss der Handelsschule machte Barchmann eine kaufmännische Ausbildung. Von 1982 bis 1985 holte er an der Abendschule sein Abitur nach, um anschließend an der Sozialakademie Dortmund zu studieren. Ab 1987 war er im Deutschen Gewerkschaftsbund (DGB) als Sekretär tätig, ab 1992 war als Vorsitzender im DGB-Kreis Wolfsburg-Gifhorn-Helmstedt. Von 2007 bis 2009 war er Vorsitzender der DGB-Region SüdOstNiedersachsen.
Ab 1996 war Barchmann Mitglied im Verwaltungsrat der AOK Niedersachsen. Von 2001 bis 2009 war er zudem alternierender Vorsitzender des Verwaltungsrats im Medizinischen Dienst der Krankenkassen (MDK) in Niedersachsen.

## Politische Laufbahn
Barchmann war seit 1979 Mitglied der SPD. Seit 2007 war er Mitglied des SPD-Bezirksvorstandes Braunschweig.
Bei der Bundestagswahl 2009 trat er im Wahlkreis Helmstedt – Wolfsburg für ein Direktmandat an. Mit 34,6 % der Erststimmen erlangte er zwar nur den zweiten Platz, dennoch schaffte er über den elften Platz der Landesliste Niedersachsen den Einzug in den Bundestag. Er war im Bundestag Mitglied im Ausschuss für die Angelegenheiten der Europäischen Union sowie stellvertretendes Mitglied im Ausschuss für Arbeit und Soziales. Zur Bundestagswahl 2013 trat er erneut im Bundestagswahlkreis Helmstedt-Wolfsburg an und wurde über die Landesliste Bundestagsabgeordneter. Zur Bundestagswahl 2017 trat er nicht mehr an.

## Mitgliedschaften
Barchmann war Mitglied der Europa-Union Parlamentariergruppe Deutscher Bundestag, der Parlamentarischen Vereinigung für den Mittelmeerraum (PV-UfM). Seit 1971 war er Gewerkschaftsmitglied, erst bei der Gewerkschaft Handel, Banken und Versicherungen (HBV), später Ver.di. Er war Mitglied des Vereins Mach meinen Kumpel nicht an!, Fördermitglied der UNO-Flüchtlingshilfe, ehrenamtlicher Vorsitzender des AWO-Kreisverbandes Helmstedt, stellvertretender Vorsitzender des AWO-Bezirksverbandes Braunschweig sowie Aufsichtsratsmitglied der AWO Senioren und Pflege Elm-Lappwald gGmbH.